# ربض هداوي
ربض هداوي (الاسم العلمي:Huernia haddaica) هو نوع غير مؤكد من النباتات يتبع جنس الربض من الفصيلة الدفلية. سمي هذا الجنس نسبة إلى منطقة الهدا قرب الطائف في المملكة العربية السعودية.